# 문둥이박쥐
 문둥이박쥐(학명: Eptesicus serotinus)는 애기박쥐과에 속하는 박쥐의 일종이다. 서식지는 한반도의 버려진 민가등지에서 생활한다.

## 아종
- 평남졸망박쥐 또는 고려박쥐 (Eptesicus serotinus pallens) Miller
- 굵은가락졸망박쥐 또는 문둥이박쥐, 큰갈색박쥐 (Eptesicus serotinus brachydigitus) Mori

## 같이 보기
- 한국의 포유동물